# Philautus shillongensis
Philautus shillongensis är en groddjursart som beskrevs av Pillai och Shyamal Kumar Chanda 1973. Philautus shillongensis ingår i släktet Philautus och familjen trädgrodor. Inga underarter finns listade i Catalogue of Life.